# Herrarnas spelartrupper i landhockey vid olympiska sommarspelen 1996
Herrarnas spelartrupper i landhockey vid olympiska sommarspelen 1996 bestod av tolv nationer.

## Grupp A

### Argentina
Coacher: Miguel MacCormík / Jorge Ruiz

- Leandro Baccaro
- Maximiliano Caldas
- Santiago Capurro
- Diego Chiodo
- Alejandro Doherty
- Fernando Ferrara
- Jorge Lombi
- Pablo Lombi
- Gabriel Minadeo
- Pablo Moreira (GK)
- Fernando Moresi
- Edgardo Pailos
- Rodolfo Pérez
- Jorge Querejeta
- Carlos Retegui
- Rodolfo Schmitt

### Tyskland
Coach: Paul Lissek
- Christopher Reitz
- Jan-Peter Tewes
- Carsten Fischer
- Christian Blunck
- Björn Emmerling
- Patrick Bellenbaum
- Sven Meinhardt
- Christoph Bechmann
- Oliver Domke
- Andreas Becker
- Michael Green
- Klaus Michler
- Volker Fried
- Christian Mayerhöfer
- Stefan Saliger
- Michael Knauth

### Indien
Coach: Cedric D'Souza
- Subbaiah Anjaparavanda
- Harpreet Singh
- Mohammed Riaz
- Sanjeev Kumar
- Baljeet Singh
- Sabu Varkey
- Mukesh Kumar
- Rahul Singh
- Dhanraj Pillay
- Pargat Singh (c)
- Baljit Singh Dhillon
- Alloysuis Edwards
- Anil Alexander
- Gavin Ferreira
- Ramandeep Singh
- Dilip Tirkey

### Pakistan
Coach: Samiullah Khan
- Mansoor Ahmed (c)
- Tahir Zaman
- Khalid Mahmood
- Naveed Alam
- Rana Mujahid
- Danish Kaleem
- Mohammad Usman
- Mohammad Khalid
- Mohammad Shafqat
- Irfan Mahmood
- Mohammad Sarwar
- Rahim Khan
- Ali Raza
- Shahbaz Ahmad
- Mohammad Shahbaz
- Mohammad Anis

### Spanien
Coach: Antonio Forrellat
- Jaime Amat
- Pablo Amat
- Javier Arnau
- Jordi Arnau
- Oscar Barrena
- Ignacio Cobos
- Juan Dinarés
- Juan Escarré
- Xavier Escudé
- Juantxo García-Mauriño
- Antonio González
- Ramón Jufresa
- Joaquín Malgosa
- Victor Pujol
- Ramón Sala
- Pablo Usoz

### USA
Coach: Jon Clark
- Tom Vano
- Steve Danielson
- Larry Amar
- Marq Mellor
- Scott Williams
- Steve Jennings
- Steven van Randwijck
- Mark Wentges
- John O'Neill
- Eelco Wassenaar
- Nick Butcher
- Ahmed Elmaghraby
- Phil Sykes
- Otto Steffers
- Ben Maruquin
- Steve Wagner

## Grupp B

### Australien
Coach: Frank Murray
- Mark Hager
- Stephen Davies
- Baeden Choppy
- Lachlan Elmer
- Stuart Carruthers
- Grant Smith
- Damon Diletti
- Lachlan Dreher
- Brendan Garard
- Paul Gaudoin
- Paul Lewis
- Matthew Smith
- Jay Stacy
- Daniel Sproule
- Ken Wark
- Michael York

### Storbritannien
Coach: John Copp
- Simon Mason (gk)
- Julian Halls
- Jon Wyatt
- Soma Singh
- Jason Laslett
- Kalbir Takher
- Jason Lee
- Phil McGuire
- John Shaw
- Russell Garcia
- Nick Thompson
- David Luckes (GK)
- Simon Hazlitt
- Chris Mayer
- Calum Giles
- Daniel Hall

### Sydkorea
Coach: Kim Sang-Ryul
- Koo Jin-Soo
- Shin Seok-Kyo
- Han Beung-Kook
- You Myung-Keun
- Cho Myung-Jun
- Jeon Jong-Ha
- You Seung-Jin
- Park Shin-Heum
- Kang Keon-Wook
- Kim Jong-Yi
- Jeong Yong-Kyun
- Song Seung-Tae
- Kim Yong-Bae
- Hong Kyung-Suep
- Kim Young-Kyu
- Kim Yoon

### Malaysia
Coach: Volker Knapp
- Ibrahim Mohd Nasihin Nubli
- Maninderjit Magmar Singh
- Lailin Abu Hassan
- Brian Jayhan Siva
- Lim Chiow Chuan
- Charles David
- Chairil Anwar Abdul Aziz
- Lam Mun Fatt
- Shankar Ramu
- Nor Saiful Zaini Nasiruddin
- Vickneswaran Patham
- Aphthar Singh
- Mirnawan Nawawi
- Calvin Fernandez
- Kuhan Shanmuganathan
- Hamdan Hamzah

### Nederländerna
Coach: Roelant Oltmans
- Jacques Brinkman
- Floris Jan Bovelander
- Maurits Crucq
- Marc Delissen (c)
- Jeroen Delmee
- Taco van den Honert
- Erik Jazet
- Ronald Jansen (GK)
- Leo Klein Gebbink
- Bram Lomans
- Teun de Nooijer
- Wouter van Pelt
- Stephan Veen
- Guus Vogels (GK)
- Tycho van Meer
- Remco van Wijk

### Sydafrika
Coach: Gavin Featherstone
- Grant Fulton
- Kevin Chree
- Gregg Clark
- Allistar Fredericks
- Gary Boddington
- Wayne Graham
- Charles Teversham
- Brad Michalaro
- Matthew Hallowes
- Greg Nicol
- Craig Fulton
- Brian Myburgh
- Brad Milne
- Shaun Cooke
- Craig Jackson
- Murray Anderson